# Larry McDonald
Lawrence Patton "Larry" McDonald, född 1 april 1935 i Atlanta, Georgia, död 1 september 1983, var en amerikansk demokratisk politiker. Han representerade delstaten Georgias 7:e distrikt i USA:s representanthus från 1975 fram till sin död. McDonald var bland de omkomna i KAL 007-incidenten.
McDonald var en konservativ demokrat känd för sina antikommunistiska åsikter. Hans flyg blev nedskjutet av sovjetiska jaktplan när han var på väg till Seoul för att fira 30 år av USA:s försvarsavtal med Sydkorea.
“The drive of the Rockefellers and their allies is to create a one-world government combining supercapitalism and Communism under the same tent, all under their control…. Do I mean conspiracy? Yes I do. I am convinced there is such a plot, international in scope, generations old in planning, and incredibly evil in intent.”
–CONGRESSMAN LARRY P. McDONALD